# Мелендес, Кристофер
Кристофер Аарон Мелендес Суасо (исп. Cristopher Aarón Meléndez Suazo; род. 25 ноября 1997, Ла-Сейба) — гондурасский футболист, защитник клуба «Мотагуа» и сборной Гондураса. Участник Олимпийских игр 2020 в Токио.

## Клубная карьера
Мелендес — воспитанник клуба «Мотагуа». 30 октября 2016 года в матче против «Сосьяль Соль» он дебютировал в чемпионате Гондураса. 12 декабря 2020 года в поединке против «Платенсе» Кристиан забил свой первый гол за «Мотагуа». В 2022 году игрок помог клубу выиграть чемпионат. В 2023 году Мелендес на правах аренды перешёл в Лобос УПНФМ. 31 июля в матче против «Мотагуа» он дебютировал за новую команду. По окончании аренды игрок вернулся в «Мотагуа».

## Международная карьера
В 2019 году в составе олимпийской сборной Гондураса Мелендес завоевал серебряные медали Панамериканских игр в Перу. На турнире он сыграл в матче против команды Мексики.
13 ноября 2021 года в отборочном матче чемпионата мира 2022 против сборной Панамы Мелендес дебютировал за сборную Гондураса.
В 2020 году в составе олимпийской сборной Гондураса Мелендес принял участие в Олимпийских играх в Токио. На турнире он сыграл в матчах против команд Румынии, Новой Зеландии и Южной Кореи.
|}

## Достижения
Командные
 «Мотагуа»
- Победитель чемпионата Гондураса (1) — Клаусура 2021/2022